# Zierikzee
Zierikzee (zelandès: Zurrikzeê) és una ciutat del municipi de Schouwen-Duiveland, a la província de Zelanda, al sud-oest dels Països Baixos. El 30 de desembre de 2013 tenia 11.017 habitants.
La ciutat va rebre entre el 1217 i el 1220 drets de ciutat, que van ser confirmats i estesos el 1248 pel compte Guillem II d'Holanda.

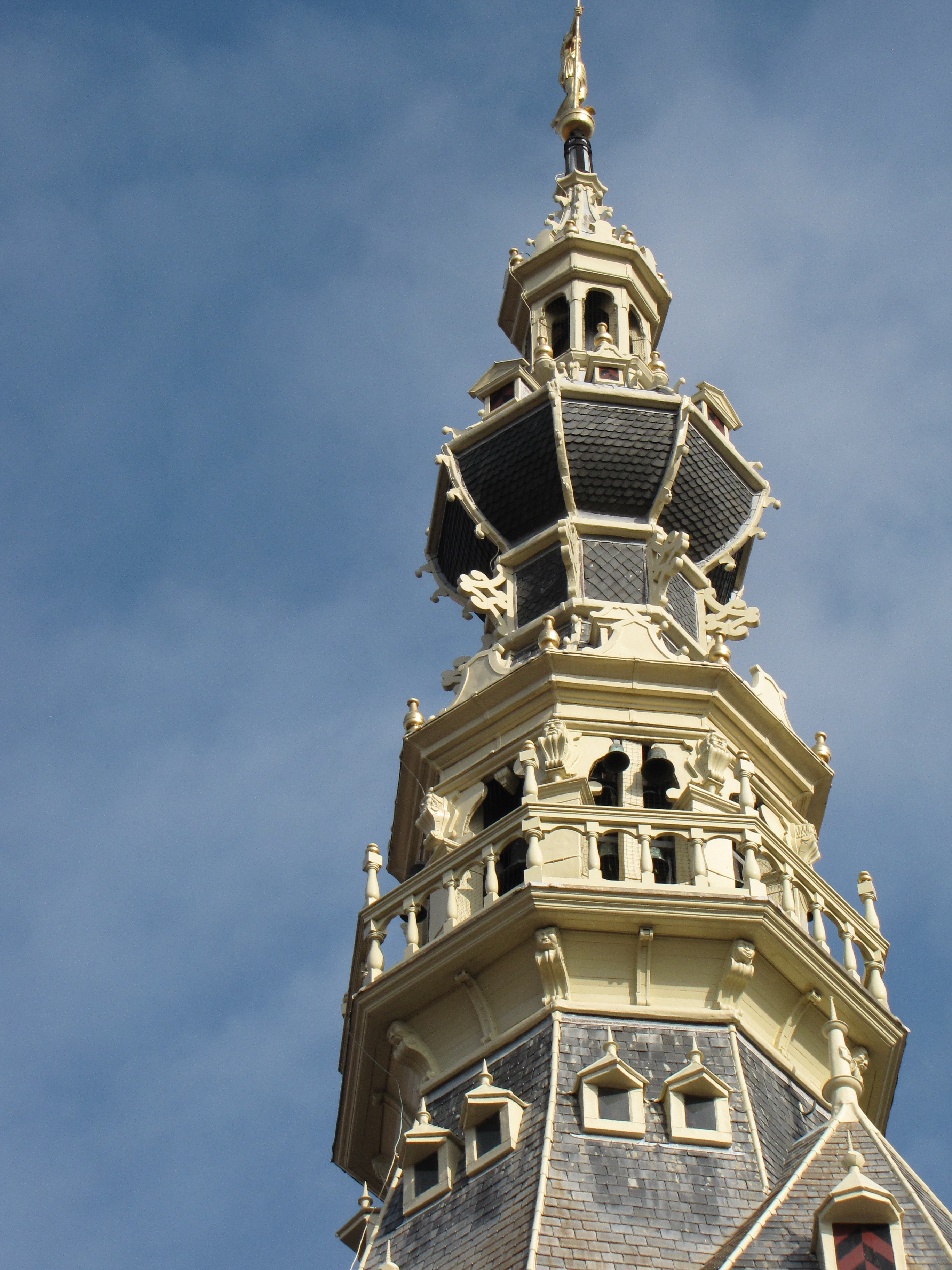
Ajuntament
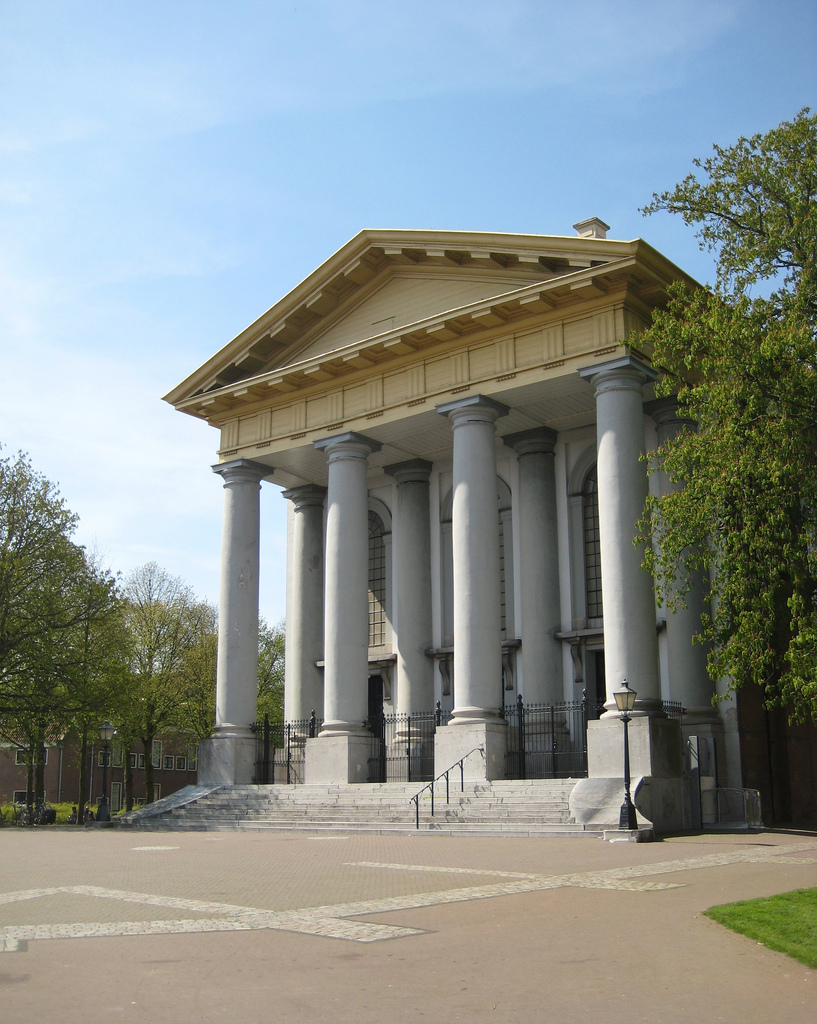
Església Nova de Zierikzee
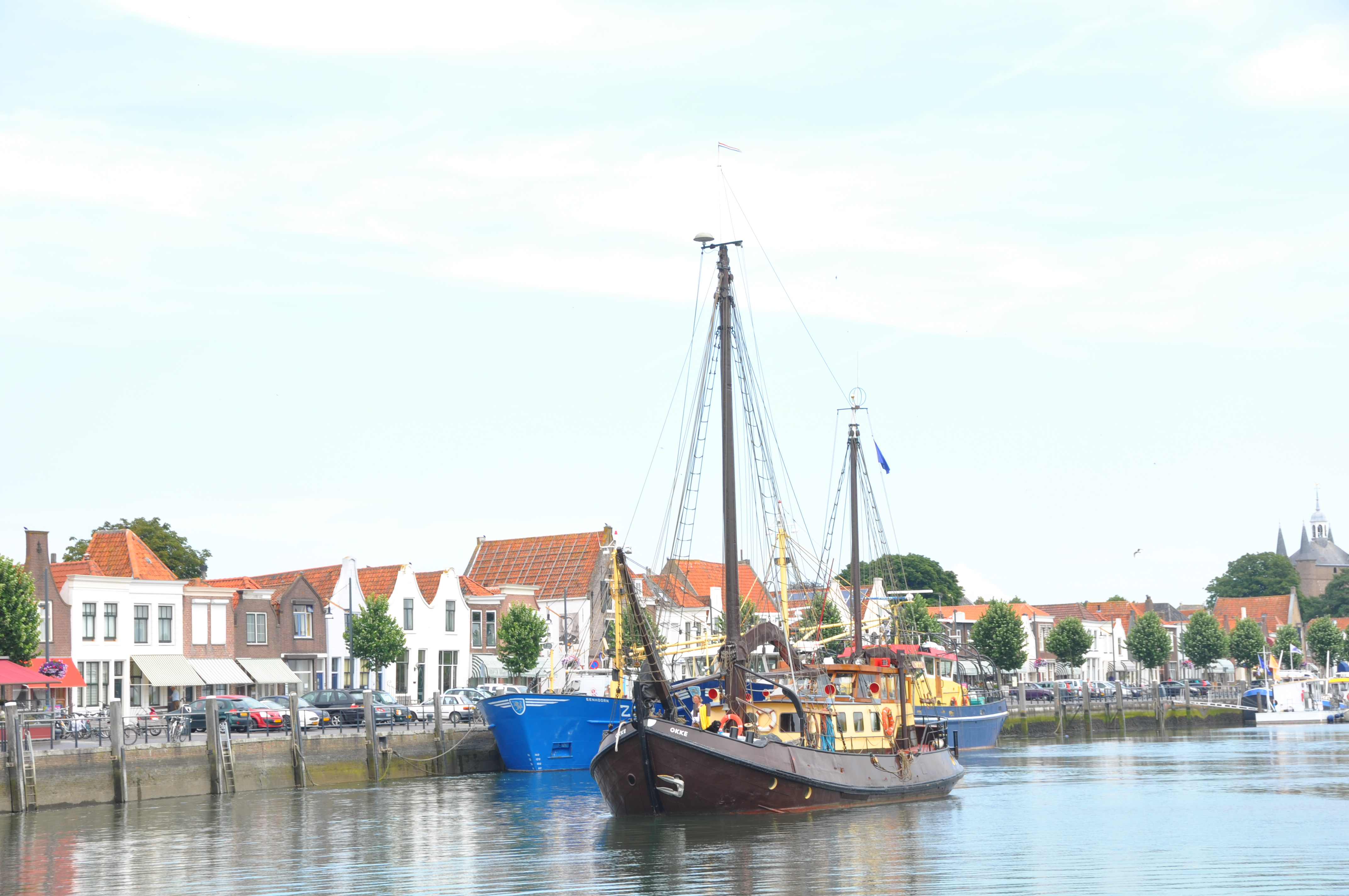
El port nou
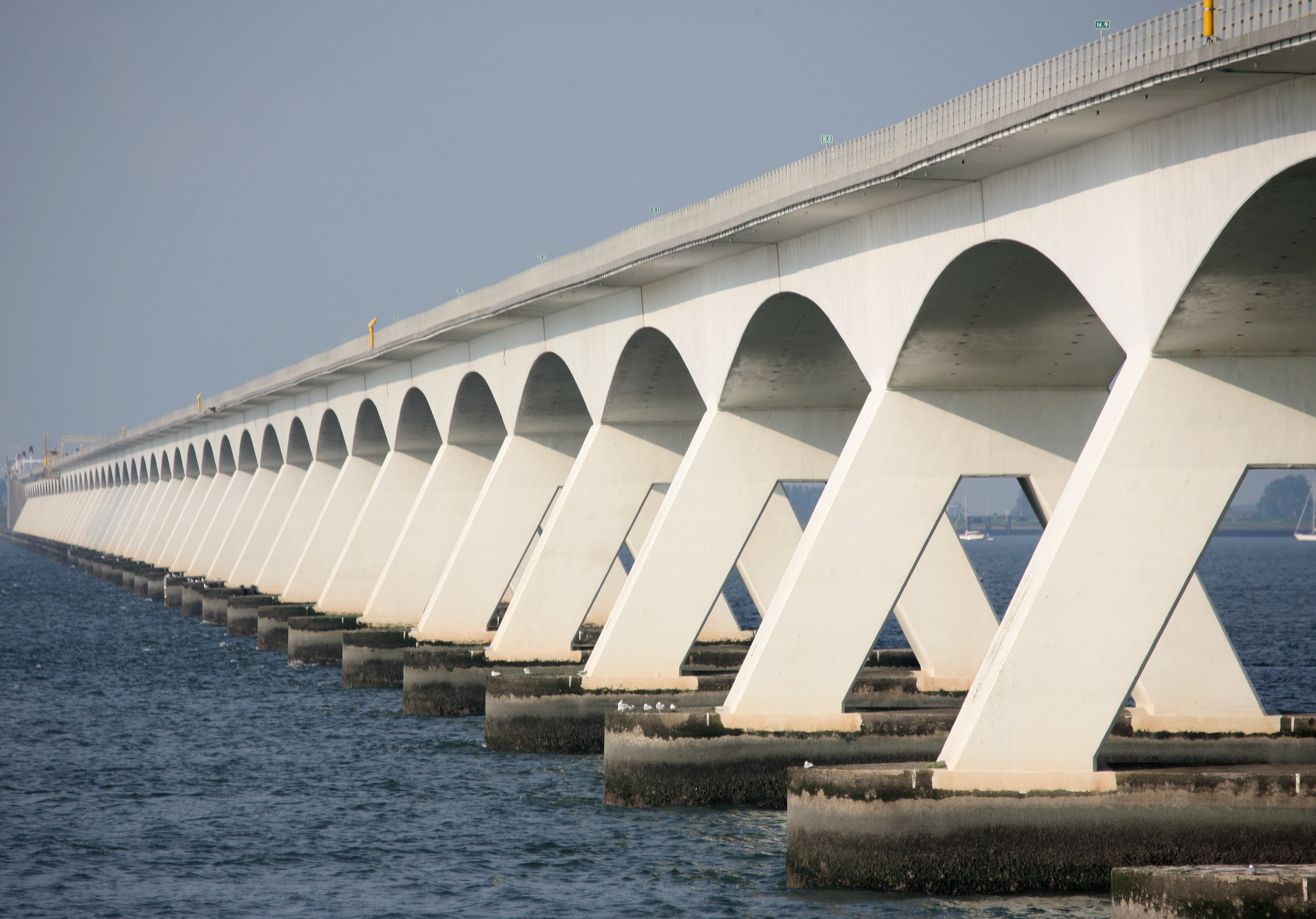
Pont de Zelanda

## Agermanaments
- Hatfield (Regne Unit)
- Saint-Hilaire-du-Harcouët (França)